# Maison Orlov
La maison Orlov (Дом Орлова) est un hôtel particulier de deux étages construit dans la seconde moitié du XIXe siècle, situé à Vologda dans le nord-ouest de la Russie. Cet édifice classé au patrimoine architectural d'importance régionale se trouve rue de Léningrad. Il abrite l'association Maison de l'acteur.

## Histoire
Cet hôtel particulier en bois construit dans le style néoclassique dans la seconde moitié du XIXe siècle est connu sous le nom de maison Orlov, du nom de son propriétaire en 1876, Alexandre Fiodorovitch Orlov. Elle fait face au jardin du Kremlin.

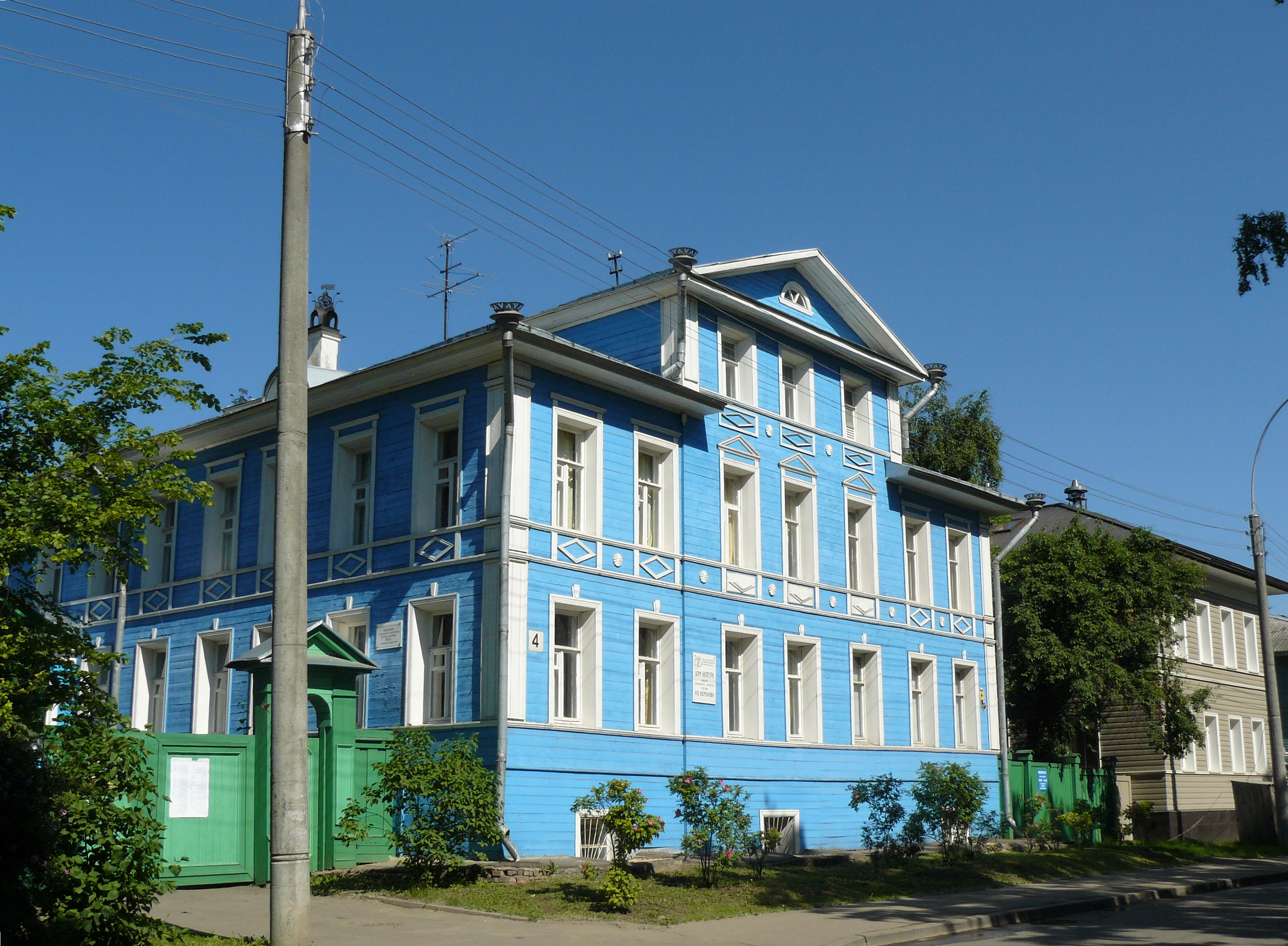
Maison Orlov.

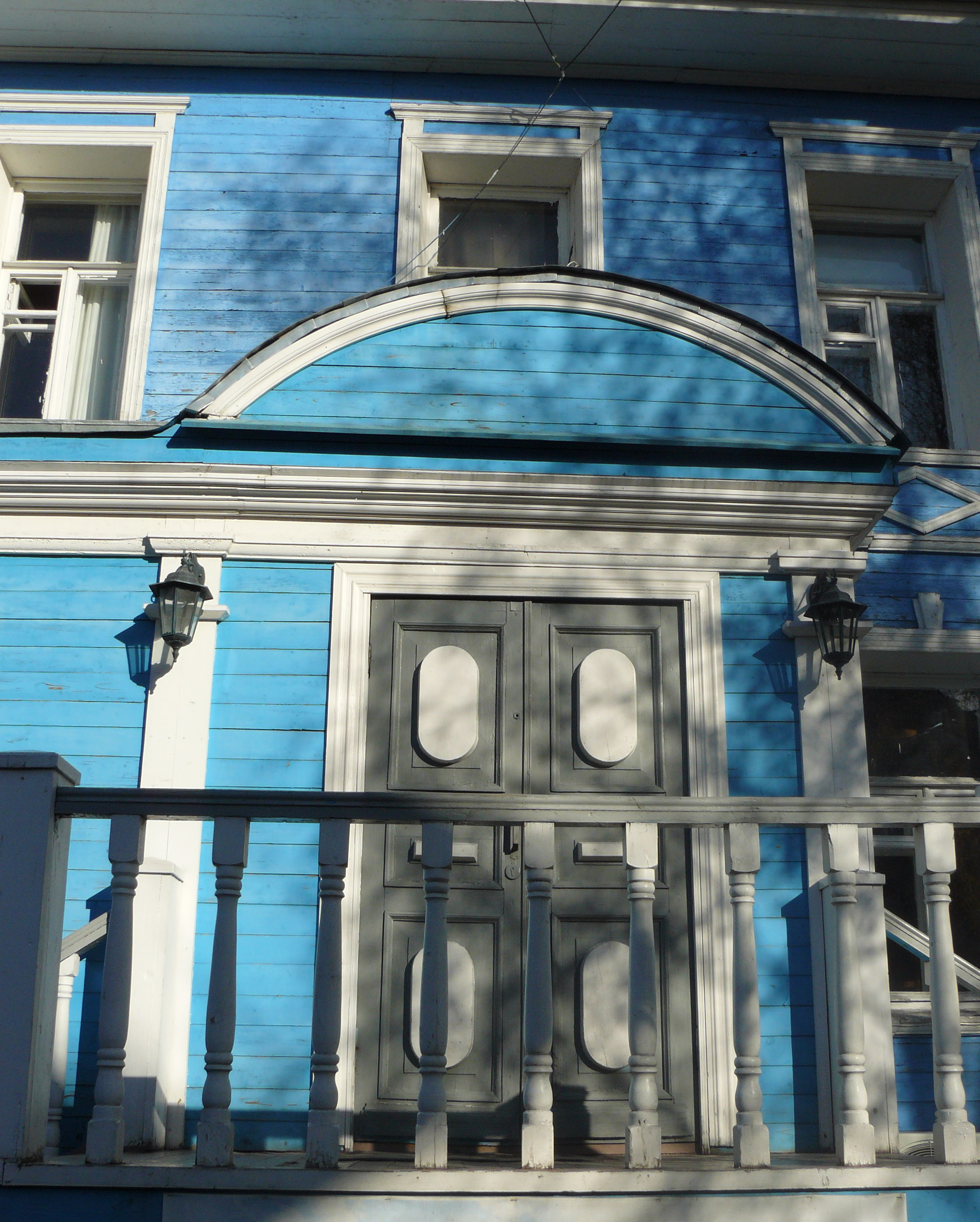
Entrée de l'hôtel particulier.

## Architecture
L'édifice est un grand bâtiment rectangulaire en bois de deux étages qui a un entresol et une mezzanine avec trois fenêtres. Le bâtiment est peint en bleu ciel. La simplicité et l'austérité de la façade la distinguent des maisons à l'architecture en bois de la ville de Vologda. Elle est remarquable par la décoration des sandriks en bois au-dessus des fenêtres du premier étage et sa ceinture entre les étages avec des losanges. Son fronton triangulaire percé d'une fenêtre en plein cintre couronne l'ensemble et rompt la ligne de la corniche. Les dites lames soulignent les angles du volume principal du bâtiment et de la mezzanine.
Sur la mezzanine, l'on peut voir un poêle rond en faïence. Cet édifice, contrairement à d'autres maisons similaires de la ville, n'a pas de décor en «dentelle».

## Maison de l'acteur
La maison abrite aujourd'hui l'association la Maison de l'acteur (d'après l'acteur Alexeï Semionov 1927-2001 ayant vécu à Vologda). C'est l'un des centres culturels d'importance de Vologda. On y donne des spectacles, des soirées littéraires ou musicales,.
C'est un lieu culte pour les habitants de Vologda en ce qui concerne le théâtre et le cinéma.